# STS-76
STS-76, voluit Space Transportation System-76, was een spaceshuttlemissie van de Atlantis naar het Russische ruimtestation Mir. Tijdens de missie werd het ruimtestation opnieuw bevoorraad met 680 kg water en twee ton andere vracht. Tevens werd er onderzoek gedaan in de Spacehab-module.

## Bemanning
| Bevelhebber        | Kevin Chilton 3e ruimtevlucht    | Kevin Chilton 3e ruimtevlucht    |                                  |   |
| Piloot             | Richard Searfoss 2e ruimtevlucht | Richard Searfoss 2e ruimtevlucht |                                  |   |
| Missiespecialist 1 | Ronald Sega 2e ruimtevlucht      | Ronald Sega 2e ruimtevlucht      |                                  |   |
| Missiespecialist 2 | Michael Clifford 3e ruimtevlucht | Michael Clifford 3e ruimtevlucht | Michael Clifford 3e ruimtevlucht |   |
| Missiespecialist 3 | Linda Godwin 3e ruimtevlucht     | Linda Godwin 3e ruimtevlucht     | Linda Godwin 3e ruimtevlucht     |   |
| Missiespecialist 4 | Shannon Lucid 5e ruimtevlucht    | -                                | -                                | - |

## Media

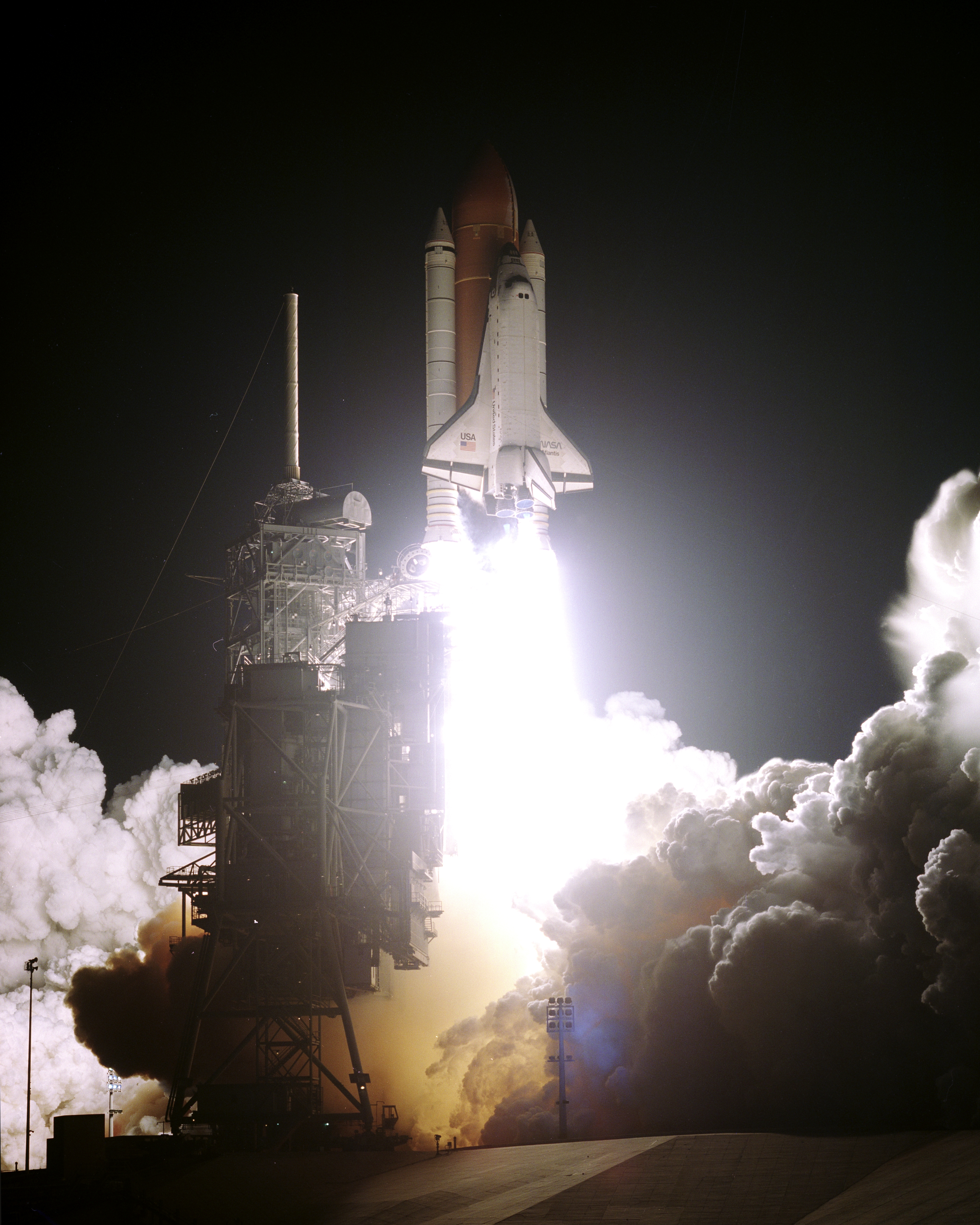
Lancering
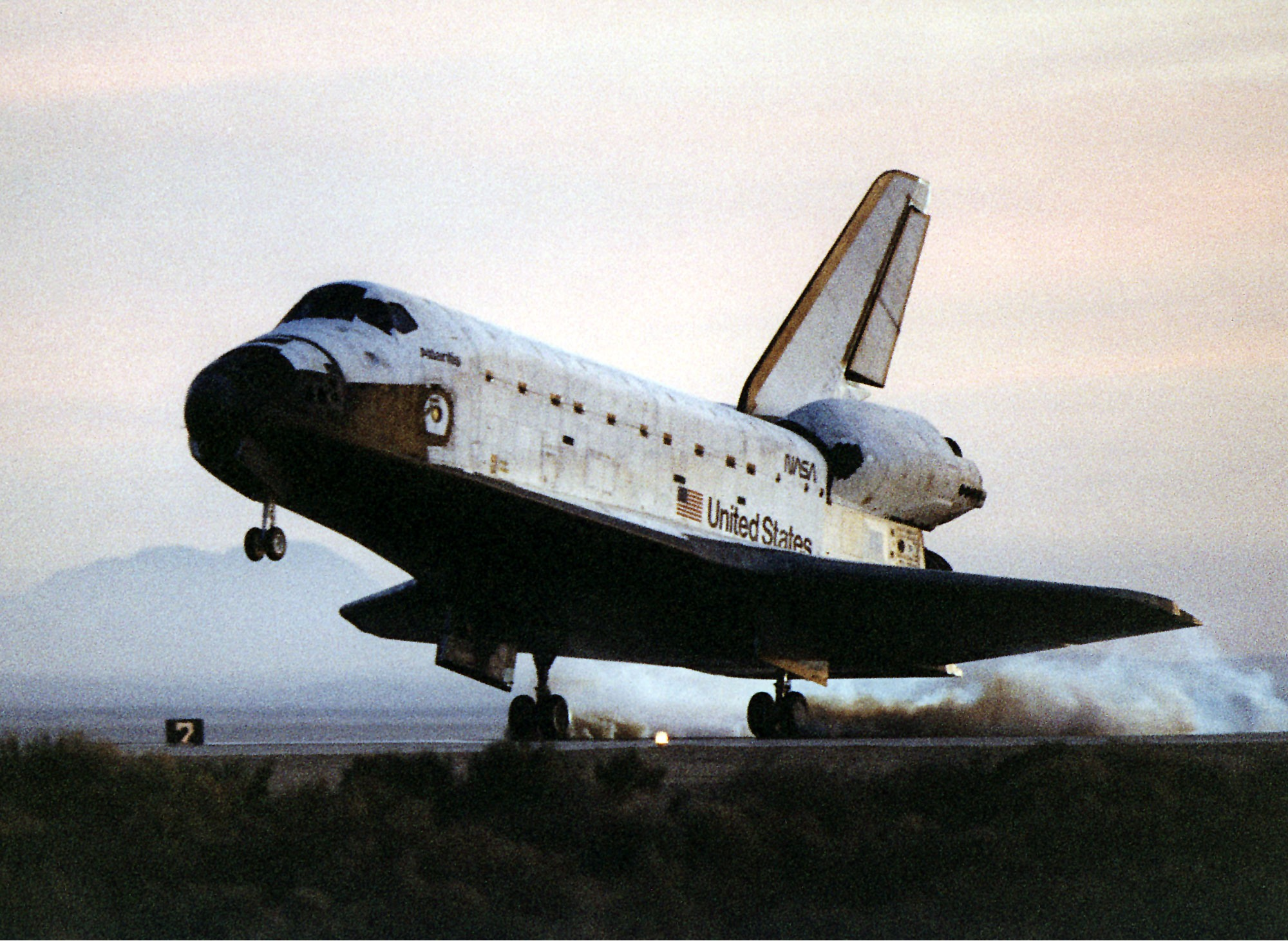
Landing

STS-51-J · STS-61-B · STS-27 · STS-30 · STS-34 · STS-36 · STS-38 · STS-37 · STS-43 · STS-44 · STS-45 · STS-46 · STS-66 · STS-71 · STS-74 · STS-76 · STS-79 · STS-81 · STS-84 · STS-86 · STS-101 · STS-106 · STS-98 · STS-104 · STS-110 · STS-112 · STS-115 · STS-117 · STS-122 · STS-125 · STS-129 · STS-132 · STS-135